# Bukit Rata
Bukit Rata är en kulle i Indonesien.   Den ligger i provinsen Aceh, i den västra delen av landet, 1 700 km nordväst om huvudstaden Jakarta. Toppen på Bukit Rata är 39 meter över havet.
Terrängen runt Bukit Rata är platt. Havet är nära Bukit Rata åt nordost. Runt Bukit Rata är det tätbefolkat, med 550 invånare per kvadratkilometer. Närmaste större samhälle är Lhokseumawe, 4,9 km norr om Bukit Rata. I omgivningarna runt Bukit Rata växer i huvudsak städsegrön lövskog.